# Radiofoni (album)
Radiofoni er det tredje og sidste studiealbum fra den danske popgruppe Ray Dee Ohh, der udkom i 1990 på Replay Records. Albummet var produceret af gruppens guitarister Michael Bruun og Poul Halberg, der også stod for musikken på albummet, samt trommeslager Jan Sivertsen. Teksterne var skrevet af navne som Elisabeth Gjerluff Nielsen, Steffen Brandt, og Anne Dorte Michelsen. Radiofoni solgte 120.000 eksemplarer.

## Spor
| #   | Titel                           | Tekst                             | Musik                       | Længde |
| --- | ------------------------------- | --------------------------------- | --------------------------- | ------ |
| 1.  | "Væk mig"                       | Elisabeth Gjerluff Nielsen        | Michael Bruun, Poul Halberg | 4:03   |
| 2.  | "Kalder"                        | Nielsen                           | Bruun, Halberg              | 3:21   |
| 3.  | "Tror du at jeg vil la' dig gå" | Anne Dorte Michelsen              | Bruun, Halberg              | 4:28   |
| 4.  | "Vred ung mand"                 | Steffen Brandt                    | Bruun, Halberg              | 3:29   |
| 5.  | "Jeg kan ikke vise dig himlen"  | Nielsen                           | Bruun, Halberg              | 4:29   |
| 6.  | "I dine øjne"                   | Michelsen                         | Bruun, Halberg              | 4:06   |
| 7.  | "Kys af ild"                    | Nielsen                           | Bruun, Halberg              | 4:28   |
| 8.  | "Hey du"                        | Brandt                            | Bruun, Halberg              | 3:48   |
| 9.  | "Tænd et lys"                   | Brandt                            | Bruun, Halberg              | 4:05   |
| 10. | "Brothers and Sisters"          | Maria Bramsen, Caroline Henderson | Simon West                  | 4:21   |